# Klaviersonate Nr. 27 (Beethoven)

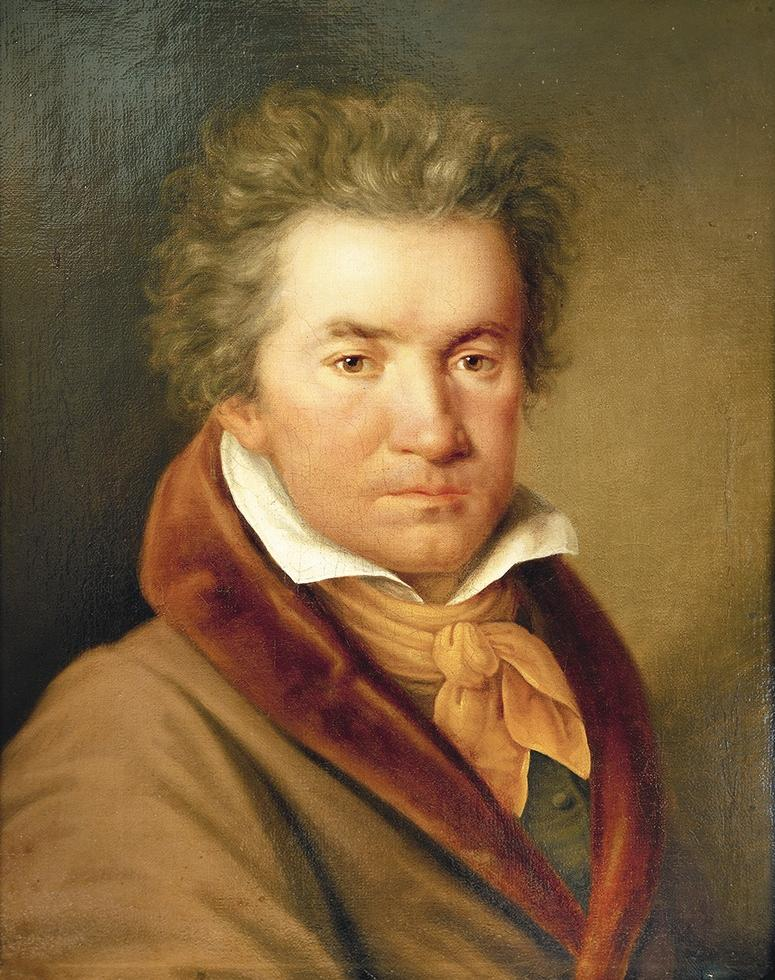
Willibrord Joseph Mähler: Beethoven (1815)

Ludwig van Beethovens Klaviersonate Nr. 27 op. 90 gilt als erste seiner späten Schaffensperiode. Wie op. 49/1, op. 49/2, op. 54, op. 78 und op. 111 hat sie nur zwei Sätze.

## Entstehung und Widmung
Seit op. 81a „Les Adieux“ waren fünf Jahre vergangen. In dieser Zeit hatte Beethoven fast ausschließlich an der Oper Fidelio und einigen kleineren Werken gearbeitet. Erst als sich der Fidelio dem Abschluss näherte, begann Beethoven die Arbeit an anderen Stücken – und schlug eine ganz neue Richtung ein.
Schon wegen seiner Ouvertüre Wellingtons Sieg war Beethoven 1814 äußerst populär. Die e-Moll-Sonate entstand im Sommer jenes Jahres. Die Tantiemen benutzte Beethoven unter anderem als Rückzahlung von Schulden seines Bruders Kaspar Karl (dessen Sohn er später zu sich holte). Dieser hatte beim Wiener Musikverleger Sigmund Anton Steiner Schulden gemacht, für die Beethoven eine Bürgschaft übernahm. Das Landgericht verpflichtete Beethoven zur Überlassung einer neuen Klaviersonate an den Verleger, woraus op. 90 resultierte.
Zwar kam auch Beethovens Gönner und begabter Schüler Erzherzog Rudolph von Österreich zeitweise in den Besitz des Autographs; jedoch ist die Sonate Beethovens langjährigem Freund Moritz Graf von Lichnowsky gewidmet. Der Druck erfolgte wie so oft erst nach einigen Verzögerungen und beschwerlichen Fehlerkorrekturen im Jahre 1815; am 6. Juni wurde sie von Sigmund Anton Steiner veröffentlicht.

## Satzüberschriften
Beethoven verwendet erstmals nur deutsche Satzbezeichnungen in einer Klaviersonate, wie danach nur in der folgenden A-Dur-Sonate und für den Schlusssatz der E-Dur-Sonate – möglicherweise Ausdruck einer patriotischen Begeisterung, die ihn wie alle Deutschen in den so genannten Befreiungskriegen gegen Napoleon ergriff. In den Satzbezeichnungen erweist sich Beethoven als Dirigent, der über die Sprache Einfluss auf den Interpreten nehmen will. Mehr als überkommene und bis heute gebräuchliche Tempobezeichnungen sind sie Anleitungen zum Verständnis der Tonsprache.

## Aufbau

### Erster Satz

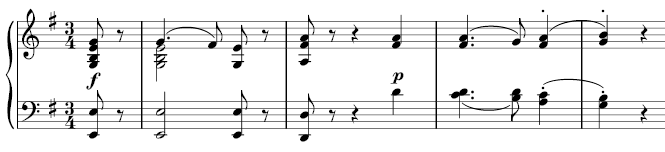
Eingangsthema

Mit Lebhaftigkeit und durchaus mit Empfindung und Ausdruck; e-Moll, 3/4
Beethoven experimentiert in dieser Sonate mit einer für ihn seltenen Zweisatzform, die er sonst nur in den kleinen Sonaten op. 49, op. 54 sowie op. 78 behandelt hatte, und die ihren krönenden Abschluss mit der Sonate op. 111 erhalten sollte. Die Satzüberschrift ist recht doppeldeutig: „Empfindung“ und „Ausdruck“ sind nicht leicht zu vereinbaren, schon gar nicht bei dem eigentlich „aggressiven“ Satz.
Das erste Thema ist dreiteilig und basiert, wie der ganze Satz, auf einer Notenwiederholung und einem Viertel-Auftakt. Das Thema ändert immer wieder seine Textur, bleibt jedoch im Grundrhythmus und vor allem harmonisch recht träge (Beethoven kadenziert immer wieder, was ihn ebenso zu immer neuen Formen der Überwindung der harmonischen Widerstände zwingt).
Nach einer Überleitung, die sich durch schnelle abwärtsgerichtete Läufe auszeichnet, moduliert Beethoven nach h-Moll, wo sich über repetierenden Akkorden das zweite Thema vorbereitet (oder bereits beginnt?). Diese Akkorde steigern sich bis ins Fortissimo, ehe nun eine Melodie über einem weiten Alberti-Bass als Begleitung ertönt. Die Exposition schmilzt bis auf einen Ton (h) zusammen, aus dem sich dann die Durchführung herausschält.
Diese basiert hauptsächlich auf dem Beginn des ersten Themas. Es folgt eine Verarbeitung des zweiten Teils desselben, worin Beethoven in der rechten Hand eine Sechzehntelbegleitung hinzufügt, aus der sich zu Beginn der Reprise wieder das erste Thema ergibt.
Die Reprise wiederum ist insbesondere im Überleitungsteil deutlich verändert und gesteigert. Der erste Satz endet schließlich in einer Pianissimo-Coda, die noch einmal das erste Thema zitiert.

### Zweiter Satz

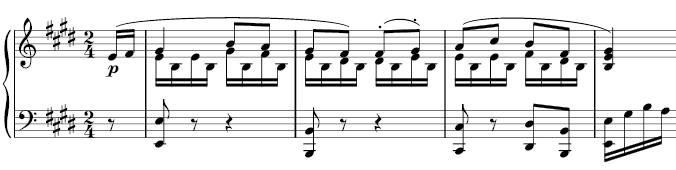
Thema des 2. Satzes

Nicht zu geschwind und sehr singbar vorgetragen; E-Dur, 2/4
Dieser Satz ist Beethovens letztes Schlussrondo in einer Klaviersonate und wird, wie schon angedeutet, aufgrund seiner cantabile-Themen oft mit dem Stil Schuberts verglichen.
Wie schon im ersten Satz findet sich das thematische Material fast ausschließlich in der rechten Hand, jedoch sind auch die Sechzehntelbegleitungen der linken sehr interessant, da immer perfekt auf die „Bedürfnisse“ der Melodie angepasst. Beethoven benutzt zwei 8-Takter als Thema, dem sich überraschenderweise der erste Teil noch einmal anschließt, ehe ein neues, an den ersten Satz erinnerndes Seitenthema hervortritt. Dies wird bald von einem weiteren Gedanken abgelöst, welcher von „trillernden“ Sechzehnteln begleitet wird. Am Schluss dieses Nebensatzes steht eine langsame Schlussgeste, die nun mit Triolen versehen ist, ehe das Thema erneut beginnt.
Der zweite Zwischensatz ist weitaus umfangreicher und vor allem harmonisch interessanter. Von E-Dur moduliert Beethoven bis c-Moll und zitiert den Schlussgedanken des ersten Zwischenteils. In diesem Sinne könnte man auch von einem Art Durchführungsprozess sprechen, und in der Tat sind Beethovens Rondos immer auch Sonatenprozesse. Nachdem Thema und erster Zwischenteil wiederholt worden sind, schließt sich fast urplötzlich eine kleine Modulation an, die Beethovens kommende Radikalität ankündigt, und ganz kurz für ein Umstürzen der friedlichen Stimmung (und das im Pianissimo!) zu sorgen scheint.
Die Coda verlagert das Thema in die linke Hand und es kommt zu neuen Begleitphrasen. Zweimal wird der Fluss der Sonate unterbrochen, doch immer wieder ergeben sich neue Ideen. Da ein furioses Ende kaum möglich ist, verwendet Beethoven einen einzigartigen Gedanken: eine accelerando Skalenfigur fällt und steigt dann wieder, um im Pianissimo, zweistimmig, „einfach so“ aufzuhören, ohne große Endgeste, plötzlich verstummend.

## Klangbeispiele
Klavierspiel von Randolph Hokanson an der University of Washington, 2006
1. Satz – Anhörenⓘ/?
2. Satz – Anhörenⓘ/?